# Пътелейско неолитно селище
Пътелейското неолитно селище (на гръцки: Νεολιθικός οικισμός Αγίου Παντελεήμονα Αμυνταίου) е неолитно селище край леринското село Пътеле (Агиос Пантелеймонас), Гърция, съществувало около 1000 години от 5500 до 4500 г. пр.н.е.

## Местоположение
Праисторическото селище е разположено в южния край на малкия полуостров Преображение Господне, вдаден в северната част на Петърското езеро, на 3 km серевозападно от съвременното селище.

## История
Селището е най-ранното известно неолитно селище в Леринско и едно от малкото места край езерото от стария неолитен период в Северна Гърция. Крайезерното селище се характеризира с продължителен период на обитаване - почти 5,5 хилядолетия и обхваща почти цялата неолитна и бронзова епоха (6500-1200 г. пр. н. е.). Разцветът на селището е през средния неолит, след което идва силно свиване до окончателното му изоставяне през късната бронзова епоха.
В центъра на праисторическото селище през 2000 година е извършен изкоп с размери 10 m х 10 m. За опазване на архитектурните останки и разкритите в него неолитни гробове е оформен заслон от греди и ламарина и периметърът на мястото на разкопките е запечатан.